# Osmannisk lov
Osmannisk lov var – modsat den moderne retsopfattelse, som er kendetegnet ved en søgen efter objektivitet og sækularisering – modstander af absolutisme, og den var ikke verdslig. Osmannisk retspraksis gik ud fra, at loven skulle håndhæves inden for borgernes religiøse tilhørsforhold. Det osmanniske system byggede på en religiøst præget lovgivning over undersåtterne, men det var samtidigt organiseret over et system med lokal retspraksis. Rigets retsadministration passede ind i en overordnet struktur, hvor centralmagt og lokalt styre afbalancerede hinanden. Osmannisk magtudøvelse drejede sig i sin kerne om administrationen af retten til landområder, hvilket indebar en mulighed for, at de lokale magthavere kunne udvikle det stedlige millets (religiøse mindretals) behov. Den lovgivningsmæssige kompleksitet i det Osmanniske rige havde til hensigt at muliggøre integrationen af kulturelt og religiøst forskellige grupper.
Der var tre domstolssystemer: et for muslimer, et for ikke-muslimer, omfattende udpegede, jøder og kristne, der styrede hver deres religiøse samfund, og et for afgørelser om handelsforhold. Ikke-muslimer havde tilladelse til at opretholde deres egene domstole og følge deres egne retssystemer i alle forhold, som ikke drejede sig om andre religiøse grupper, alvorlige forbrydelser eller trusler mod den offentlige orden. Kristne skulle gå til en ikke-kristen domstol i bestemte tilfælde, som var klart definerede. Disse bestemmelser omfattede f.eks. konflikter om handelsforhold (som skulle afgøres ved ”handelsdomstolen”) eller mord på en muslim (som skulle afgøres ved en ”muslimsk domstol”).
Ikke-muslimer blev ikke kun stillet for muslimske domstole, når de var tvunget til det (f.eks. når muslimer havde rejst sag imod dem), men også når de ville tinglyse ejendoms- eller forrretningsaftaler inden for deres egne samfund. Man rejste retssager mod muslimer, mod andre ikke-muslimer, ja selv mod medlemmer af ikke-muslimens egen familie. Ikke-muslimer rejste ofte sager om ægteskab, skilsmisse og arv for de muslimske domstole, sådan at disse sager kunne afgøres efter sharia.
Når ikke-muslimer aflagde ed, var det ofte den samme, som muslimerne aflagde, men somme tider var de indrettet efter vedkommendes egen tro. Ved en muslimsk domstol stod et kristent vidne overfor et problem med at gøre sig troværdig ved edsaflæggelse. Hvis man som muslimerne aflagde ed på Koranen, blev det betragtet som mened. Derfor var det en godløsning for den kristne at finde et muslimsk vidne i en muslimsk domstol, fordi det kun var muslimer, der kunne aflægge ed på Koranen.